# Октябрьський (Мантуровський район)
Октябрьський (рос. Октябрьский) — селище в Мантуровському районі Костромської області Російської Федерації.
Населення становить 1102 особи. Входить до складу муніципального утворення Октябрське сільське поселення.

## Історія
Від 1944 року населений пункт належить до Костромської області.
Від 2007 року входить до складу муніципального утворення Октябрьское сельское поселение.

## Населення
| 1959 | 1970  | 1979  | 1989  | 2008  | 2010  | 2014  |
| ---- | ----- | ----- | ----- | ----- | ----- | ----- |
| 5544 | ↘4035 | ↘3056 | ↘2250 | ↘1278 | ↘1099 | ↗1102 |